# Константин III Лихуд
Патриа́рх Константи́н III Лиху́д (греч. Πατριάρχης Κωνσταντίνος Λειχούδης; умер в 1063) — Патриарх Константинопольский (1059—1063)

## Биография
В молодости учился в Константинопольском университете, где получил блестящее образование. Был старшим товарищем и близким другом Иоанна Мавропода, Михаила Пселла и Иоанна Ксифилина. Константин Лихуд, Мавропод, Пселл и Ксифилин принадлежали к влиятельному кругу молодых учёных, философов и государственных деятелей, который играл видную роль в политической и культурной жизни Константинополя 1040—1070 годах.
В молодости Константин Лихуд поступил на государственную службу и быстро сделал себе придворную карьеру. В правление василевса Михаила IV Лихуд, будучи ещё сравнительно молодым человеком, уже входил в состав синклита. Впоследствии он стал одним из ближайших советников Михаила V, а при императоре Константине IX Мономахе Константин Лихуд занял пост протовестиария (управляющего финансами и личным имуществом императора) и проэдра (председателя синклита), став, фактически, первым министром при достаточно слабовольном василевсе. Именно Константин Лихуд покровительствовал Михаилу Пселлу, поступившему в тот период на придворную службу. В 1050 году карьера Лихуда внезапно прервалась: он был лишён Константином Мономахом всех титулов и выслан из столицы.
Видимо в этот же период Константин Лихуд принял монашеский постриг. В середине 1050-е годы Константин Лихуд вернулся в Константинополь, где он стал игуменом императорского монастыря Мангана.
В 1059 году после ареста и смерти Михаила I Керулария, игумен Константин Лихуд был избран на Константинопольский патриарший престол.
После пострига Исаака I Комнина патриарх Константин III Лихуд принимал участие в коронации императора Константина X Дуки. В отношении с Римской церковью патриарх Константин III придерживался курса своего предшественника и не поминал в числе Предстоятелей Поместных Церквей папу римского.
Патриарх Константин III Лихуд причислен Константинопольской Православной Церковью к лику святых. Память его совершается 29 июля по новоюлианскому календарю.